# Hamza Abourazzouk
Hamza Abourazzouk, (arab. حمزة بورزوق, ur. 16 czerwca 1986 w Casablance) – marokański piłkarz grający na pozycji środkowego napastnika. Reprezentant kraju.

## Kariera piłkarska

### Kariera klubowa
Pierwszym klubem Hamzy Abourazzouka był Wydad Casablanca. Następnie, 1 lipca 2007 roku przeniósł się do JS Massira. Dokładnie 3 lata później został zawodnikiem MAS Fez, w którym rozegrał 26 ligowych meczów i strzelił 13 goli oraz zanotował trzy asysty. Z tym klubem wygrał Afrykański Super Puchar, w finale strzelając gola. 1 lipca 2012 został zawodnikiem Raja Casablanca. Z tym zespołem rozegrał 57 meczów, strzelając w nich 14 goli i notując 3 asysty. Ponadto z tą drużyną zdobył mistrzostwo Maroka. 21 sierpnia 2015 roku został zawodnikiem Moghrebu Tétouan. Z tym zespołem rozegrał 35 meczów, strzelił w nich dwie bramki i zanotował 5 asyst. 24 września 2017 roku ponownie został zawodnikiem JS Massira, następnie zakończył karierę.

### Kariera reprezentacyjna
Hamza Abourazzouk do 2013 roku w reprezentacji rozegrał 7 meczów, strzelił dwie bramki i raz asystował.